# Sillago intermedius
Sillago intermedius är en fiskart som beskrevs av Wongratana, 1977. Sillago intermedius ingår i släktet Sillago och familjen Sillaginidae. Inga underarter finns listade i Catalogue of Life.